# Луис и Лука: Мисия до Луната
„Луис и Лука: Мисия до Луната“ (на норвежки: Månelyst i Flåklypa; на английски: Louis & Luca - Mission to the Moon) е норвежка стоп моушън анимация от 2018 г. на режисьора Расмус А. Сивертсен, сценарият е на Карстен Фулу, и е базиран на героите, създадени от Кийл Аукруст. Като продължение на Solan og Ludvig – Herfra til Flåklypa (2015), той е третата и последна стоп моушън анимация, базиран на вселената „Флаклипа“ от Аукруст, и е изцяо петият филм.

## Озвучаващ състав в оригинала
- Кари-Ан Грьонсунд – Луис Гъндерсен
- Тронд Хьовик – Лука
- Сьолсвик – Реодор Феглен
- Хидж Шойен – Енкефру Стенгелфьон-Глад
- Стейнар Саген – Емануел Десперадос
- Фритьов Сохейм – Оливар О. Клепволд
- Бярт Хелмеланд – Олрам Слапен
- Джон Бругнот – Мелвинд Снеркен
- Коре Конради – Фриманд Пльосен
- Ингар Хелге Гимле – Вивгус Скункен

## В България
В България филмът излиза по кината на 1 март 2024 г. от Floria Films и е разпространен от „Александра Филмс“.

### Нахсинхронен дублаж
| Роля                                    | Изпълнител           |
| --------------------------------------- | -------------------- |
| Луис и Лука                             | Торино и Пашата      |
| Алфи                                    | Искрен Пецов         |
| Вивгус Скункен                          | Ивайло Иванов-Играта |
| Телевизионната водеща                   | Емилия Петкова       |
| Стенгелфьон Глад, кметицата на Флаклипа | Радинела Тотева      |
| Репортера                               | Мартин Пашов         |
| Други гласове                           | Ивайло Петков        |

| Пост                | Име           |
| ------------------- | ------------- |
| Преводач            | Ивайло Петков |
| Тонрежисьор         | Ивайло Петков |
| Режисьор на дублажа | Ивайло Петков |